# Leptoneta namhensis
Espèce
Leptoneta namhensis est une espèce d'araignées aranéomorphes de la famille des Leptonetidae.

## Distribution
Cette espèce est endémique de Corée du Sud.

## Description
Le mâle holotype mesure 2,15 mm et la femelle paratype 2,03 mm.

## Étymologie
Son nom d'espèce, composé de namh[ae] et du suffixe latin -ensis, « qui vit dans, qui habite », lui a été donné en référence au lieu de sa découverte, l'île Namhae.

## Publication originale
- Paik & Seo, 1982 : A new spider of the genus Leptoneta (Araneae: Leptonetidae) from Korea. Acta arachnologica, vol. 30, no 2, p. 65-70 (texte intégral).